# Fabrègues
Fabrègues település Franciaországban, Hérault megyében. Lakosainak száma 7200 fő (2022. január 1.). Fabrègues Cournonsec, Cournonterral, Gigean, Mireval, Pignan, Saint-Jean-de-Védas, Saussan, Vic-la-Gardiole és Villeneuve-lès-Maguelone községekkel határos.

## Népesség
A település népességének változása:
| Lakosok száma | 1771 | 2915 | 4089 | 6192 | 6288 | 6739 | 7035 | 7293 | 7194 | 7200 |
|               | 1968 | 1982 | 1990 | 2006 | 2013 | 2015 | 2017 | 2019 | 2020 | 2022 |